# San Esteban Tecpanpan

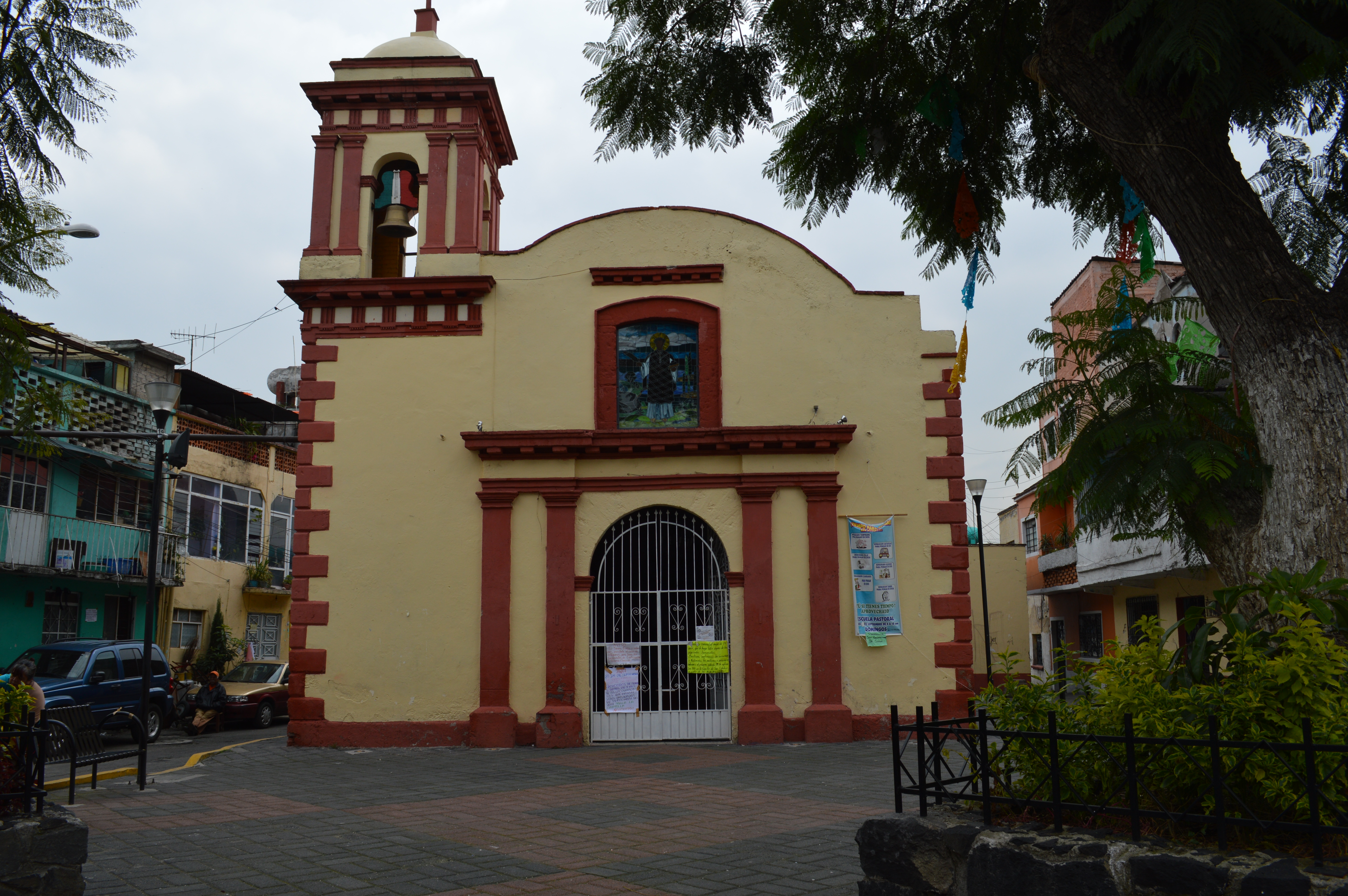
Capilla de San Esteban Tecpanpan

San Esteban o San Esteban Tecpanpan es uno de los 17 barrios que existen en la delegación Xochimilco, al sur de la Ciudad de México. Le corresponde el código postal 16080.
Entre la comunidad de xochimilca, se le conoce como uno de los Cuatro Barrios, junto con los de La Guadalupita, San Lorenzo y San Diego. Colinda con los barrios de la Santísima Trinidad, Caltongo y los canales de Tecpanpa, Ayahualtenco y Xilopan. Su toponimia en náhuatl se traduce al español como "en el lugar del palacio" o "en la casa real".

## Patrimonio
Cuenta con una capilla que data del siglo XVI, cuando era solo una ermita. El sitio donde se erigió esta construcción religiosa probablemente era un centro ceremonial prehispánico. En nuestros días, la fiesta religiosa de la comunidad se celebra el 26 de diciembre, cuando se honra a San Esteban mártir, patrono del barrio. A sus pobladores se les conoce como "los piedreros" debido a que en la iconografía de San Esteban este sostiene una piedra que simboliza la causa de su muerte, pues fue lapidado.

## Economía
Desde tiempos prehispánicos, los habitantes de San Esteban se dedican a la pesca y al cultivo de hortalizas y flores en las chinampas locales. En la actualidad, trabajan en la cría de ganado bovino y porcino, así como al comercio de artesanías.
- Wikimedia Commons alberga una categoría multimedia sobre San Esteban Tecpanpan.